# 후쿠나가 겐지
후쿠나가 겐지(일본어: 福永 健司, 1910년 8월 5일~1988년 5월 31일)는 15선 중의원 의원을 지낸 일본의 정치인이다.

## 생애
1910년 8월에 시가현 고카군 고카정(지금의 고카시)에서 태어났다. 구제 마쓰에 고등학교를 나와서 1933년에 도쿄 제국대학(지금의 도쿄 대학) 법학부 법률학과를 졸업한 뒤 카타쿠라 제사방적에 입사했다.
1947년에 사이타마현지사 니시무라 지쓰조의 요청을 받아들여 부지사로 일했다. 태풍 캐슬린이 상륙하여 도네강 유역이 막대한 피해를 입었을 때 복구 사업을 진두지휘했다.
1949년에 요시다 시게루가 이끄는 민주자유당의 공천을 받아 총선에 출마해 당선됐다. 1951년에 샌프란시스코 강화회의에 중의원 대표로 파견되었다. 1952년에는 초선 의원임에도 자유당 간사장으로 추천받았다. 하지만 요시다와 척을 지고 있던 하토야마 이치로 계열의 의원들이 반대하여 자유당 의원총회가 어수선해졌고 후쿠나가는 스스로 간사장 지명을 거절해야 했다.
이후 중의원 의원운영위원장이 되었는데 재직하면서 한 번도 강행 표결을 하지 않고 야당과 대화로 문제를 풀었다. 1953년 총선 이후 선거법 위반 혐의로 수사를 받던 후쿠나가 캠프 관련자가 5명이나 자살하는 사건이 발생했다. 법무성 인권옹호국이 조사에 나섰지만 인권 침해는 없다고 결론내렸다. 제4차 요시다 내각과 제5차 요시다 내각에서는 내각관방장관으로 재임했다.
1955년에 보수합동으로 자유민주당이 창당되자 자민당 소속이 되었다. 파벌은 요시다의 파벌을 잇는 굉지회였다. 제2차 이케다 내각 (제1차 개조)에서 노동상을 역임한 뒤 제1차 사토 내각 (제3차 개조)에서 두 번째 관방장관으로 임명됐다. 관방장관은 총리대신의 최측근으로 총리대신 파벌에서 배출하는 게 일반적이므로 다른 파벌인 후쿠나가가 관방장관으로 기용된 건 이례적인 것으로 받아들여졌다.
1959년에 자민당 국회대책위원장이 되었다.
「일소항공협정」을 체결할 때 일본은 도쿄도와 모스크바 사이에서 상호 연장 운행할 것을 주장했는데 소련은 시베리아 상공을 외국 국적기에 개방할 수 없다며 일본의 한 지역과 소련의 하바롭스크에서 상호 연장 운행할 것을 제안했다. 하지만 후쿠나가는 소련 공산당 서기장 니키타 흐루쇼프에게 "도쿄와 모스크바의 거리가 먼 것은 일본 때문이 아니라 귀국이 너무 크기 때문이다. 국토의 크고 작음에 상관없이 상호 연장 운행은 수도끼리 하는 것이 상식이다"라며 농담을 섞어 주장하자 소련이 이를 받아들였다.
1966년에 자유민주당 총무회장에 취임했다.
1972년에 일본적군이 이스라엘에서 로드 공항 사건을 일으키자 후쿠나가가 급히 파견되었다. 국제 의회 연맹에서 활동하면서 인연을 맺었던 이스라엘의 총리 골다 메이어에게 "일본 국민의 사죄하는 마음을 전달하러 왔다"라고 말했고 메이어도 "급히 달려와준 후쿠나가 씨의 모습이야말로 진짜 일본인의 모습이다. 이스라엘 국민에게 일본의 성의를 전달하겠다"라고 화답했다.
운수상으로 재임하던 1978년 3월 26일에 나리타 공항 관제탑 점거사건이 발생하자 30일로 예정되어 있던 나리타 국제공항의 개항을 연기한다고 발표했다. 다만 사태가 진정될 때까지 무기한 연기해야 한다는 주변의 의견을 물리치고 5월 20일에 개항할 것을 결단했다. 그리고 비서관 1명만을 동행시켜 산리즈카 시바야마 연합공항반대동맹의 도무라 잇사쿠를 만나 대화를 나눴다. 공항 개항식전 때는 "옛날부터 "난산 끝에 태어난 아이는 건강하게 자란다"라는 말이 있었다"라고 축사했다.
1983년 12월에 제63대 일본 중의원 의장에 취임했다. 하지만 70대의 나이로 노쇠했던 후쿠나가는 1984년 12월에 소집된 제102회 통상국회에서 의사 내용을 잘못 읽거나 하는 실수를 보였다. 그리고 1985년 1월 국회 개회식 리허설에서 옥좌에 등을 보이지 않은 채 계단을 제대로 내려가질 못하자 결국 사임했다. 다만 후쿠나가의 건강 이상을 과장하여 사임하도록 만든 뒤 니카이도 스스무를 후임 의장으로 추대하려는 가네마루 신의 계획이 있었다는 얘기도 있다(결과적으로 니카이도는 의장이 되지 못했다). 1986년 4월에 훈1등 욱일동화대수장을 수훈했다.
1983년부터 1988년까지 일본체육협회장을 지냈다.
1986년 총선에서 당선돼 15선 의원이 되었다가 1988년 5월에 사망했다. 향년 77세. 사후에 종2위에 추서됐다.

## 역대 선거 기록
|  | 22.98% |

|  | 20.66% |

|  | 23.32% |

|  | 20.46% |

|  | 19.27% |

|  | 23.4% |

|  | 21.86% |

|  | 20.7% |

|  | 19.83% |

|  | 17.13% |

|  | 18.82% |

|  | 24.56% |

|  | 30.88% |

|  | 23.99% |

|  | 27.66% |

| 전임 오가타 다케토라 | 제10·11·12대 내각관방장관 1953년 3월 24일~1954년 12월 10일 | 후임 네모토 류타로 |

| 전임 이시다 히로히데 | 제19대 노동대신 1961년 7월 8일~1962년 7월 18일 | 후임 오하시 다케오 |

| 전임 아이치 기이치 | 제30·31대 내각관방장관 1966년 12월 3일~1967년 6월 22일 | 후임 기무라 도시오 |

| 전임 사이토 구니키치 | 제51대 후생대신 1974년 11월 11일~1974년 12월 9일 | 후임 다나카 마사미 |

| 전임 다무라 하지메 | 제49대 운수대신 1977년 11월 28일~1978년 12월 7일 | 후임 모리야마 긴지 |

| 전임 후쿠다 하지메 | 제63대 일본 중의원 의장 1983년 12월 26일~1985년 1월 24일 | 후임 사카타 미치타 |